# 摩洛哥驻华大使馆
摩洛哥驻华大使馆（阿拉伯语：‎），是摩洛哥王国在中华人民共和国的最高外交代表机构。馆址位于中国北京市朝阳区工人体育场北路1号院三里屯外交公寓办公楼2单元。

## 历史
1958年11月1日，中国与摩洛哥建交，1962年，摩洛哥在北京开设大使馆并開始派遣駐華大使。除大使馆本馆以外，摩洛哥尚在香港特别行政区设有名誉领事馆。